# ساول ريفيرا
ساول ريفيرا (بالإنجليزية: Saúl Rivera)‏ هو لاعب كرة قاعدة أمريكي، ولد في 7 ديسمبر 1977 في سان خوان في الولايات المتحدة.

## وصلات خارجية
- ساول ريفيرا على موقع دوري كرة القاعدة الرئيسي (الإنجليزية)
- ساول ريفيرا على موقعبيزبول رفرنس.كوم (الدوري الرئيسي) (الإنجليزية)
- ساول ريفيرا على موقعبيزبول رفرنس.كوم (الدوري الثانوي) (الإنجليزية)